# Yilin Wang
 (avril 2025).
Si vous disposez d'ouvrages ou d'articles de référence ou si vous connaissez des sites web de qualité traitant du thème abordé ici, merci de compléter l'article en donnant les références utiles à sa vérifiabilité et en les liant à la section « Notes et références ».
Yilin Wang (née en 1991) est une mathématicienne chinoise.
Ces recherches portent sur l'analyse complexe et la théorie des probabilités, notamment la théorie de Teichmüller, l'évolution de Schramm-Loewner et l'énergie de Loewner. Originaire de Chine, elle a étudié en France et en Suisse, et elle est maintenant professeure junior à l'Institut des Hautes Études Scientifiques en France. Elle a recemment accepté un poste à l'ETH Zurich en Suisse, qu'elle rejoindra à partir de juillet 2025.

## Biographie

### Éducation et carrière
Wang est née à Shanghai en 1991 et a fréquenté l'école de langues étrangères de Shanghai où elle a choisi d'apprendre le français. Pendant sa troisième année de lycée, le ministère français de l'Éducation lance une campagne de recrutement en Chine pour les élèves qui excellaient en mathématiques. Elle a été la seule étudiante à répondre à son questionnaire en français plutôt qu’en anglais. Cela a attiré l’attention des recruteurs et elle a été acceptée dans le programme.
Après des classes prépas au Lycée du Parc à Lyon, Wang entre à l'École normale supérieure (Paris) en 2011. Elle a obtenu un master en mathématiques fondamentales à l'Université Pierre et Marie Curie à Paris en 2014 et un second master en probabilités et statistiques à l'Université Paris-Sud en 2015.  Elle a obtenu son doctorat à l'ETH Zurich en 2019, le titre de sa thèse est On the Loewner energy of simple planar curves, qu'elle a réalisée sous la supervision par Wendelin Werner.

### Carrière
Elle a passé trois ans au Massachusetts Institute of Technology, pendant lesquelles elle a fait un semestre  en tant que boursière postdoctorale Strauch au Simons Laufer Mathematical Sciences Institute à Berkeley, en Californie. Elle devient ensuite professeure junior à l'Institut des Hautes Études Scientifiques en 2022, elle est la première professeure junior de l'institut. ,  En 2024, elle a été nommée professeure associée à l'ETH Zurich. 
Wang travaille sur des sujets à l’interface de l’analyse complexe et de la théorie des probabilités. Ses recherches visent à éclairer les connexions entre la géométrie conforme aléatoire, la théorie des fonctions géométriques et la théorie de Teichmüller.
Depuis 2023, Wang est la Principal Investigator du programme ERC – Starting Grant « Connecting Random Conformal Geometry and Teichmüller Theory » (RaConTeich), financé par le programme de recherche et d’innovation Horizon Europe de l’Union européenne.

## Reconnaissance
Wang a reçu en 2022 le prix Maryam Mirzakhani New Frontiers, elle le reçoit « pour des travaux innovants et de grande envergure sur l'énergie de Loewner des courbes planes ». 
Elle est l'une des deux lauréates 2024 du prix Salem, décerné « pour avoir développé de nouvelles connexions profondes entre l'analyse complexe, les probabilités et la physique mathématique, en particulier en ce qui concerne la théorie de Teichmuller et la théorie de l'évolution de Schramm-Loewner ». 